# Résolution 1860 du Conseil de sécurité des Nations unies
Membres permanents
- Chine
- États-Unis
- France
- Royaume-Uni
- Russie

Membres non permanents
- Autriche
- Burkina Faso
- Costa Rica
- Croatie
- Japon
- Libye
- Mexique
- Turquie
- Ouganda
- Viet Nam

Résolution no 1859 Résolution no 1861
La résolution 1860 du Conseil de sécurité des Nations unies fut adoptée le 8 janvier 2009. Après avoir rappelé les résolutions 242 (de 1967), 338 (de 1973), 1397 (en) (de 2002), 1515 (en) (de 2003) et 1850 (de 2008) sur le conflit israélo-palestinien, le Conseil a appelé à un cessez-le-feu immédiat dans la guerre de Gaza après 13 jours de combats entre Israël et le Hamas.
Finalement, la résolution a échoué car Israël et le Hamas l'ont ignorée et les combats ont continué.

## Détails
La résolution appelait à « un cessez-le-feu immédiat à Gaza conduisant à un retrait israélien complet, à la fourniture sans entrave à travers Gaza de nourriture, de carburant et de soins médicaux, et à une intensification des accords internationaux pour empêcher la contrebande d'armes et de munitions ». Tous les membres ont souligné l’importance d’un « cessez-le-feu immédiat et durable »,.

## Vote
La résolution a été adoptée par 14 voix contre zéro, et une abstention des États-Unis. Expliquant l'abstention, la secrétaire d'État américaine Condoleezza Rice a déclaré que les États-Unis voulaient d'abord voir le résultat des efforts de paix égyptiens, mais ont permis à la résolution d'aller de l'avant car c'était un pas dans la bonne direction. Il a été révélé plus tard que l'abstention avait été ordonnée par le président américain George W. Bush. Le Premier ministre israélien Ehud Olmert a déclaré que le président Bush agissait sur ses conseils,.

## Impact et application
Le statut d'Israël en tant qu'État membre des Nations unies signifie qu'il est tenu, en vertu de l'article 25 de la Charte des Nations unies, « d'accepter et d'exécuter les décisions du Conseil de sécurité ». Il est généralement admis que les résolutions du Conseil de sécurité adoptées dans l'exercice de sa responsabilité principale de maintien de la paix internationale conformément à la Charte des Nations unies sont contraignantes pour les États membres.

## Réactions

### Israël
Dans une déclaration du cabinet israélien publiée immédiatement après la session le 9 janvier, le gouvernement a déclaré qu'il n'accepterait pas la résolution de l'ONU, déclarant que « l'armée israélienne continuerait à agir pour atteindre les objectifs de l'opération, pour provoquer un changement de la situation sécuritaire dans le sud du pays, ceci conformément aux plans qui ont été approuvés lors du lancement de l'opération ». En outre, le Premier ministre israélien Ehud Olmert a qualifié la résolution « d'irréalisable » en raison de la poursuite des tirs de roquettes du Hamas.

### Hamas
Le même jour, Ayman Taha, un porte-parole du Hamas à Gaza a déclaré : « Même si nous sommes les principaux acteurs sur le terrain à Gaza, nous n'avons pas été consultés sur cette résolution et ils n'ont pas pris en compte notre vision et les intérêts de notre peuple ».